# Allée Paris-Ivry
L'allée Paris-Ivry est une voie située dans le 13e arrondissement de Paris, en France.

## Situation et accès
L'allée Paris-Ivry relie la Rue Jean-Antoine-de-Baïf à la rue Jean-Baptiste-Berlier en passant sous le boulevard du Général-d'Armée-Jean-Simon.

## Origine du nom
L'Allée est ainsi nommée parce qu'elle est située à la lisière des villes de Paris et d'Ivry-sur-Seine, qu'elle doit relier.

## Historique
L'allée a été créée pour joindre les deux villes dans une zone auparavant non urbanisée. Ce secteur était occupé par la ligne de Petite Ceinture et un viaduc hélicoïdal la reliant au faisceau ferroviaire de la gare de Paris-Austerlitz (en direction de la gare), le boulevard du Général-d'Armée-Jean-Simon (un des boulevards des Maréchaux), des voies ferrées, embranchement desservant une centrale à béton Calcia et par l'échangeur du Quai d'Ivry, liant la ville au boulevard périphérique de Paris.
Cette zone est incluse dans la ZAC Paris Rive Gauche, secteur Bruneseau Nord, et fait l'objet de travaux d'ampleur visant à l'urbaniser complètement et à établir une continuité urbaine entre Paris et Ivry,,,,. Ainsi, la centrale à béton a été déplacée à quelques centaines de mètres, l'échangeur routier est entièrement reconstruit : auparavant sur une butte de terre, il a été détruit, la butte complètement arasée et remplacée par des viaducs, de même, il a été désolidarisé de la rue Jean-Baptiste-Berlier (complètement transformée elle aussi) et resserré afin de dégager des emprises au sol pour de futurs immeubles,. Un pont est également construit pour permettre le passage de l'allée Paris-Ivry sous le boulevard du Général-d'Armée-Jean-Simon.
L'allée Paris-Ivry se termine depuis 2020 à la rue Jean-Baptiste-Berlier mais doit être prolongée à terme jusqu'à la rue Bruneseau, de l'autre côté du boulevard périphérique de Paris, à la lisière d'Ivry.
Elle doit, à terme, être enjambée par un nouveau pont de la ligne de Petite Ceinture qui longe le boulevard boulevard du Général-d'Armée-Jean-Simon et par un nouveau pont hélicoïdal reliant la Petite Ceinture au faisceau ferroviaire de la gare de Paris-Austerlitz, la continuité ferroviaire de la Petite Ceinture ayant été coupée depuis le début des travaux de la ZAC, en 1994.